# العبادية (لبنان)

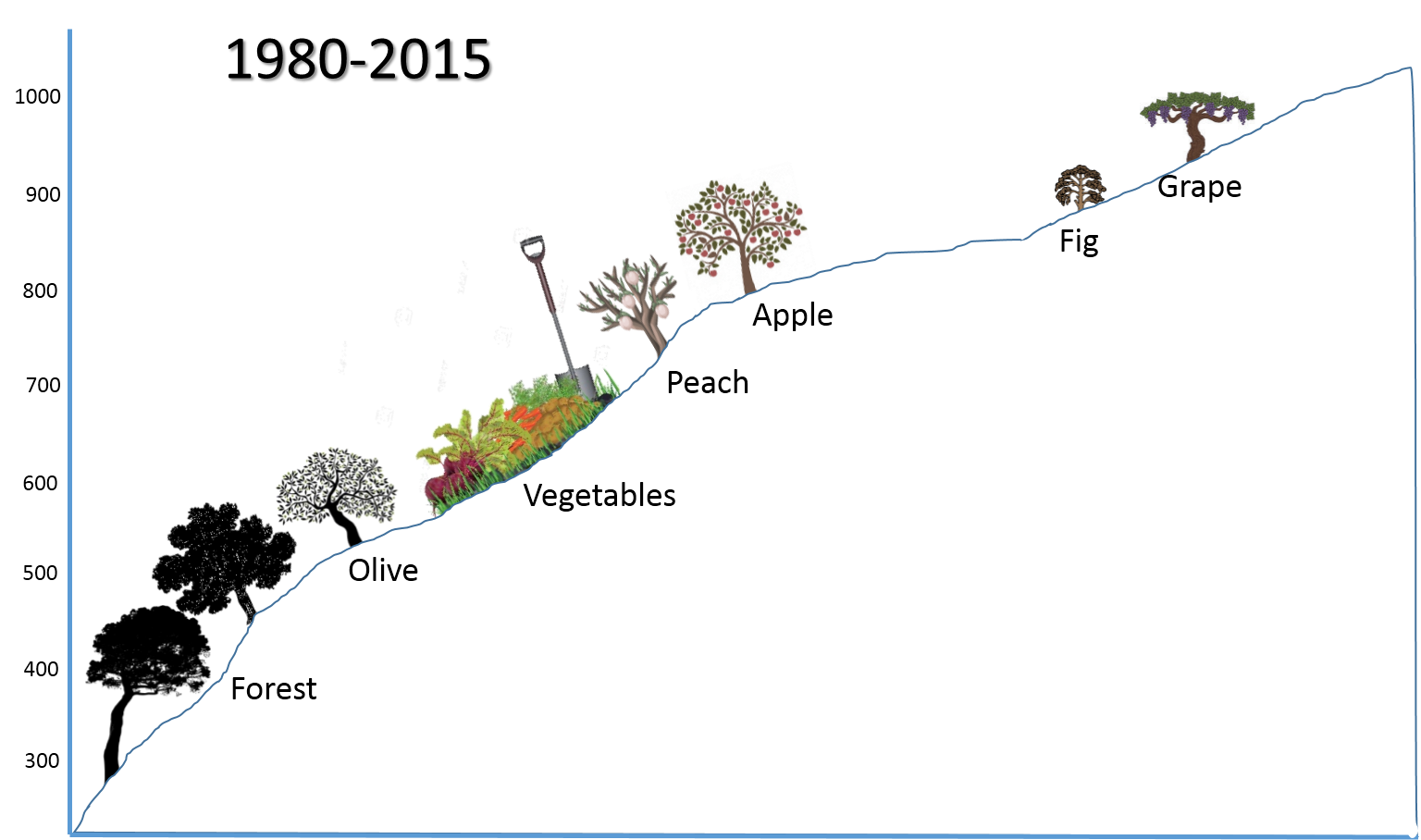
الوضع الزراعي الحالي في قرية العبادية. توزيع المحاصيل حسب الارتفاع، حيث أن العبادية هي إحدى القرى اللبنانية من قرى قضاء بعبدا في محافظة جبل لبنان

العبادية هي إحدى القرى اللبنانية من قرى قضاء بعبدا في محافظة جبل لبنان.

## أعلام
- فهد العنداري (1903- 28 فبراير 1973) خطاط.
- سيرين عبد النور ( 21 فبراير 1977-) مغنية وممثلة.